# Angelika Mann

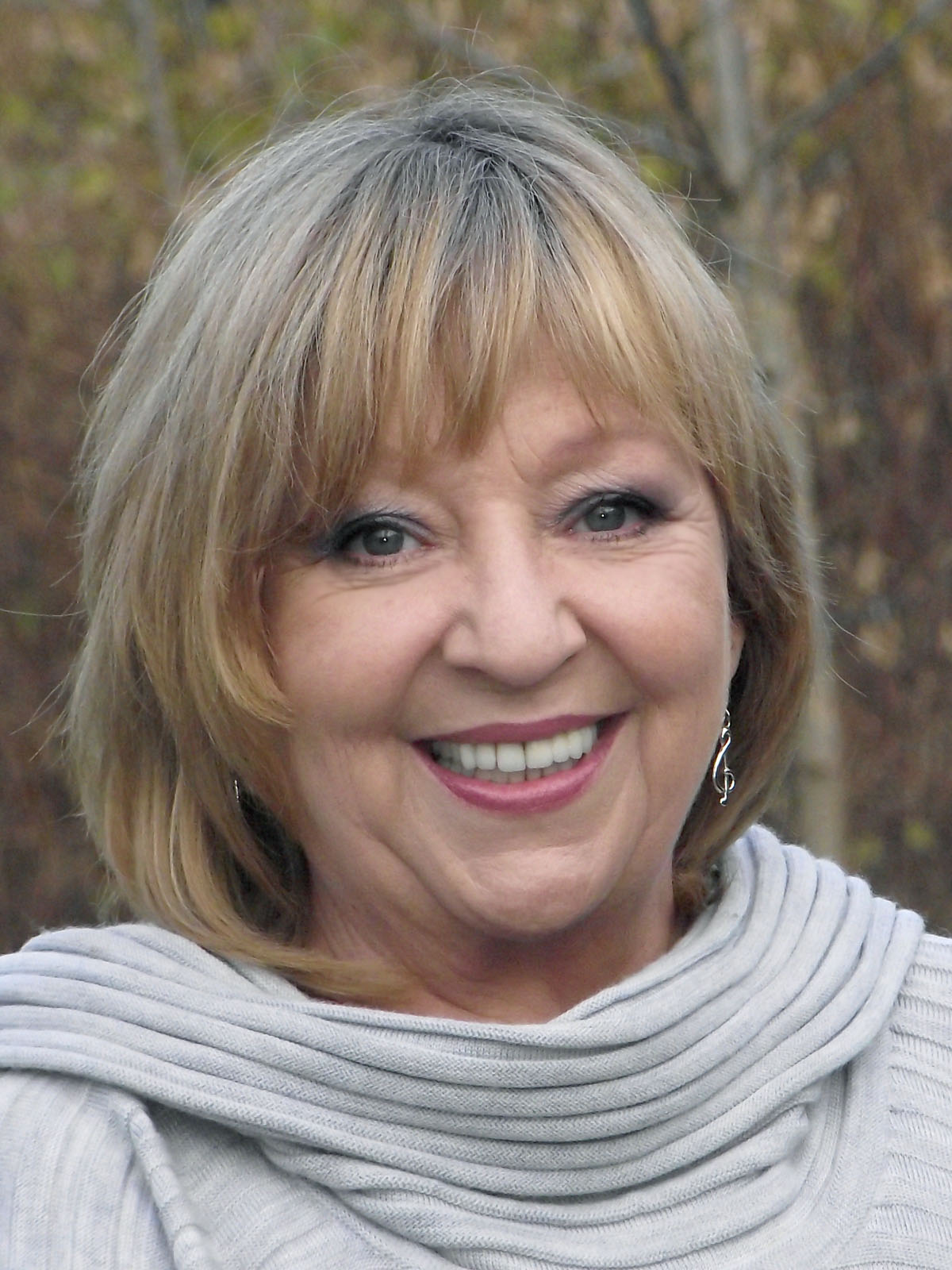
Angelika Mann, 2013

Angelika Mann (* 13. Juni 1949 in Berlin) ist eine deutsche Sängerin und Schauspielerin, die ihre berufliche Laufbahn in der DDR begann und nach ihrer Entdeckung durch Klaus Lenz zunächst als Sängerin an der Seite von Reinhard Lakomy bekannt wurde. Nach Lakomys Rückzug von der Live-Bühne setzte sie ihre musikalische Karriere mit eigenen Bands fort („Angelika Mann und Band“, dann ab 1980 „Obelisk“). Im April 1985 reiste sie nach einem 1984 gestellten Ausreiseantrag aus der DDR aus und ließ sich in West-Berlin nieder, von wo aus sie auch in der Bundesrepublik ihre Karriere als Sängerin und Schauspielerin fortsetzte.
Neben Film und Theater tritt sie regelmäßig mit musikalischen Soloprogrammen auf.

## Leben
Angelika Mann, genannt die „Lütte“, wuchs mit einem jüngeren Bruder auf. Nach einer Ausbildung zur Apothekenfacharbeiterin absolvierte sie von 1969 bis 1973 in Ost-Berlin an der Musikschule Friedrichshain eine Ausbildung zur Sängerin und Pianistin.
2013 veröffentlichte Mann ihre Autobiografie unter dem Titel Was treibt mich nur? im Leipziger Militzke Verlag. Im Juni 2022 wurde bekannt, dass sie an Brustkrebs erkrankt ist.
Angelika Mann ist verheiratet, lebt in Berlin-Rudow und hat eine Tochter, die Schauspielerin und Sängerin Ulrike Weidemüller.

## Karriere

### 1973–1985: Anfänge und Erfolge in der DDR
Mann wirkte nach ihrer Gesangsausbildung an Produktionen mit der Klaus-Lenz-Bigband, Uschi Brüning, Manfred Krug, Günther Fischer und Reinhard Lakomy (Traumzauberbaum, 1980) mit.
In den Jahren 1975 und 1976 gelangen Mann mit den Titeln Mir doch egal und Sieben Zwerge erfolgreiche Schlager-Duette mit Reinhard Lakomy. Im selben Jahr unterzeichnete sie die sogenannte „Biermann-Erklärung“. Von 1980 bis 1984 feierte sie mit ihrer Band Obelisk unter dem Bandleader Andreas Bicking große Erfolge (1982 Goldmedaille beim VI. Interpretenwettbewerb der Unterhaltungskunst). Sie arbeitete weiterhin für das Kinderprogramm Kling-Klang und bekam 1982 eine eigene Fernsehsendung unter dem Titel Rockmusik zum Anfassen. 1984 stellte Mann einen Ausreiseantrag aus der DDR. 1985 verließ sie schließlich die DDR und reiste nach West-Berlin aus.

### 1985–1999: Emigration nach West-Berlin und Engagements
Nach ihrer Emigration aus der DDR konnte Mann nahtlos an ihre Karriere im Osten anknüpfen. Sie war u. a. als Dialogbuchautorin der Synchronisationen von US-amerikanischen Fernsehserien wie California Clan (1984–1993) oder Frasier (1993–2004) tätig.
Von 1987 bis 1993 trat Mann als Lucy in Günter Krämers Inszenierung der Dreigroschenoper im Theater des Westens, in Hamburg, Köln sowie bei Gastspielen in Spoleto und Tokio auf. Sie spielte von 1994 bis 2000 die Hexe in Hänsel und Gretel im Berliner Friedrichstadtpalast und war von 1999 bis 2002 in der Insulaner-Revue Sehn’ Se, det is Berlin zu sehen. Im Jahr 1999 wirkte sie zudem in Rosa von Praunheims Film Der Einstein des Sex mit.
Von 1999 bis 2015 war Mann Moderatorin des Advents- und Weihnachtsprogramms im ORB (später rbb) und gab für das dortige gezeigte Kinder-Märchenrätsel die Hexe „Ratesumbria“.

### Seit 2000: Weitere Karriere
2000 spielte Mann an der Berliner Tribüne die Hauptrolle in dem eigens für sie von Friedel von Wangenheim verfassten Stück Claire Waldoff. Stationen einer Cabaret-Karriere. Ab 2003 trat sie mit dem Pianisten, Texter und Komponisten Frank Golischewski auf, mit dem sie auf vielen Kleinkunstbühnen Deutschlands das musikalische Ost-West-Programm Hier kommt zusammen, was zusammen gehört gestaltet (siehe auch „Diskografie“). Ab 2004 arbeitete sie im Ensemble des Berliner Kriminal Theaters in der Produktion Der Mörder ist immer der Gärtner.
Seit 2005 spielt sie die Snegurotschka, Babuschka, Mascha und die Amme an der  Comödie Dresden in mehreren Folgen der Produktion Die Hexe Baba Jaga. 2008 trat sie mit Achim Mentzel im Kabarett Die Kneifzange mit dem Programm Ich will keine Schokolade auf. Seit Januar 2009 übernimmt sie die Rolle des Gefängniswärters Frosch in der Operette Die Fledermaus im Landestheater Altenburg und den Bühnen der Stadt Gera.
Seit 2010 spielt Mann die Rolle der Hausfrau Doris Bertram in dem Erfolgsstück Heiße Zeiten – Wechseljahre (Uraufführung April 2010 in Essen, Theater im Rathaus) und ist seitdem mit dieser Produktion in Deutschland, in Österreich, der Schweiz und in Luxemburg auf Tournee zu sehen. 2013 und 2014 war sie in der Comödie Dresden in dem Theaterstück Kalender-Girls an der Seite von Renate Blume, Walfriede Schmitt, Viktoria Brams sowie Ursula Karusseit und Uta Schorn zu sehen. In der Rolle der Hausfrau stand sie im Heiße-Zeiten-Nachfolgestück Höchste Zeit im Theater am Kurfürstendamm 2014 wieder auf der Bühne.
Im Oktober 2015 wurde sie vom Freundeskreis des Essener Theaters im Rathaus zur „Beliebtesten Schauspielerin der Spielzeit 2014/2015“ gewählt.
In dem Musical Der Mann mit dem Lachen in der Staatsoperette Dresden (Welturaufführung am 27. April 2019) übernahm sie die Rolle der „Königin Anne Stuart“ und gewann mit dieser Rolle den „Deutschen Musical Theater Preis 2019“ als beste Darstellerin in einer Nebenrolle. Seit Oktober 2019 ist sie am Berliner Schlossparktheater engagiert und spielt in dem Stück „Ruhe! Wir drehen!“ die Filmdiva Anne an der Seite von Wolfgang Bahro und Karsten Speck.
Auch in Himmlische Zeiten, dem dritten Teil der zur Trilogie erweiterten Serie „Heiße Zeiten“, spielt Angelika Mann wieder die Rolle der Hausfrau.

## Filmografie (Auswahl)
- 1976: Die Leiden des jungen Werthers (Kino)
- 1977: Polizeiruf 110: Trickbetrügerin gesucht (Fernsehreihe)
- 1977: DEFA Disko 77 (Kino)
- 1981: Bürgschaft für ein Jahr (Kino)
- 1982: Gitarre oder Stethoskop (Fernsehfilm)
- 1989: Molle mit Korn (Fernsehserie, Folge 2: Dem Ende entgegen)
- 1997: Lüttes Lampenladen (Fernsehsendung, ARD)
- 1999: Der Einstein des Sex (Kino)
- 2000: Unser Charly (Fernsehserie, Staffel 6, Folge 2: Wenn die Wölfe heulen)
- 2003–2015: Märchenrätsel (Fernsehsendung, rbb)  als Märchenhexe Ratesumbria
- 2004: Küss mich, Hexe! (Fernsehfilm)
- 2007: Schausteins letzter Film (Kurzfilm)
- 2008: Bundeskanzler Honecker (Kurzfilm)
- 2012: Little Thirteen (Kino)

## Diskografie

### Alben
- Was treibt mich nur? (Amiga, 1981)
- Lieder vom SchlackerSchnick (Funkuchen, 1987 / Jumbo-MC, 1994)
- Das Geburtstagspferd (Polydor, 1995)
- mit Gerlinde Kempendorff: Glanzlichter (Edition Berliner Musenkinder, 1996)
- Meine Lieder (Amiga/BMG, 1998)
- mit Frank Golischewski: Hier kommt zusammen was zusammen gehört (kip records, 2004)
- Märchenrätsel mit Angelika Mann (RBB Media, 2004)
- Ihre großen Erfolge (Sony BMG, 2008)

### Mitwirkung an Alben
- Lacky und seine Geschichten mit Na und …?, Ich wünsch mir ein Baby (Amiga, 1974)
- Lacky’s Dritte (Amiga, 1975)
- Daß kein Reif… - Reinhard Lakomy (Amiga, 1976)
- Klaus Lenz Modern Soul Big Band (Amiga, 1977)
- Reinhard Lakomy’s Geschichtenlieder (Amiga, 1978)
- Der Traumzauberbaum – Geschichtenlieder von Reinhard Lakomy & Monika Ehrhardt (Amiga, 1980)
- Kinderfest (Amiga, 1980)
- Mimmelitt, das Stadtkaninchen – Geschichtenlieder von Reinhard Lakomy & Monika Ehrhardt (Amiga, 1983)
- Abenteuer im Drachenland (DSB, 1992)
- Drolly und das Ei – Rumpelstil im Drachenland (Kinderwelt, 1995)
- Hänsel und Gretel (Kinderwelt, 1995)
- Der Traumzauberbaum 2 – Agga Knack, die wilde Traumlaus – Reinhard Lakomy & Monika Ehrhardt (Kinderwelt, 2001)
- Henriette Bimmelbahn und ihre Freunde (James Krüss), Audiobook, Sprecher: Uwe Friedrichsen, Gesang: Angelika Mann (MDR & DAV, 2009)
- Ost-Rock Klassik – Die Gold Edition (BuschFunk, 2010)
- Das Beste vom Traumzauberbaum – Jubiläumsedition (Sony Music – EUROPA Family Music, 2015)
- Die Sonne – Reinhard Lakomy & Monika Ehrhardt (Sony Music – EUROPA Family Music, 2016)
- Die kleine Schnecke Monika Häuschen mit: Warum verreisen Gänse im Winter? (Karussell, 2016)
- Endlich Weihnacht – Frank Schöbel (BuschFunk, 2018)

## Autobiografie
- Angelika Mann: Was treibt mich nur? Militzke Verlag, Leipzig 2013, ISBN 978-3-86189-863-4